# Westdeutscher Rundfunk
Западно-Германское радио (нем. Westdeutscher Rundfunk, WDR) — некоммерческое государственное учреждение с правом самоуправления, существующее с 1955 года.

## Телевещательная деятельность учреждения
Учреждение ведёт или вело:
- с 1956 года — вещание по немецкой 1-й телепрограмме[10] (телепрограмме «Даc Эрсте» («Das Erste»)) (совместно с вещательными организациями других земель);
- с 1981 года — совместные предобеденные передачи 1-й и 2-й телепрограмм (Gemeinsames Vormittagsprogramm von ARD und ZDF) (совместно со Вторым германским телевидением и Радио Берлина и Бранденбурга)
- в 1958—1993 гг. — западно-германские местные передачи по немецкой 1-й телепрограмме;
- с 1 июня 1961 года до 31 марта 1963 года — вещание по 2-й телепрограмме[11] (совместно вещательными организациями других земель);
- с 17 декабря 1965 года — вещание по западно-германской 3-й телепрограмме (телепрограмме «ВДР Фернзеен» («WDR Fernsehen»)), до 1994 года называвшейся «Вест 3» (West 3);
- в 1970—1980 гг. в летний период — вещали по большой северо-западно-германской 3-й телепрограмме (совместно с Северо-Германским радио, Радио Бремена, Радиостанцией Свободного Берлина и реже Гессенским радио);
- с 1 декабря 1993 года — вещание по международной[12] телепрограмме «3 Зат» («3sat») (совместно с вещательными организациями других земель, Вторым германским телевидением и Швейцарским обществом радиовещания и телевидения);
- с 29 марта 1986 года — вещание по международной телепрограмме «Арте» («Arte») (совместно с вещательными организациями других земель, Вторым германским телевидением, компанией «Арте Франс» и группой экономических интересов «Арте»), до 30 ноября 1993 года называвшейся «АйнсПлюс»;
- с 30 августа 1997 года — вещание по немецкой информационной телепрограмме «Тагессшау 24» («tagesschau24») (совместно с вещательными организациями других земель), до 30 апреля 2012 года называвшейся «АнйсЭстра» (EinsExtra);
- с 30 августа 1997 года — вещание по немецкой молодёжной телепрограмме «Ван» («One») (совместно с вещательными организациями других земель), до 3 сентября 2016 года называвшейся «АйнсФестиваль» (EinsFestival);
- с 1 января 1997 года — вещание по немецкой детской телепрограмме «КИКА» («KiKA») (совместно с вещательными организациями других земель и Вторым германским телевидением);
- с 7 апреля 1997 года — вещание по телепрограмме «Феникс» («Phoenix») (совместно с вещательными организациями других земель и Вторым германским телевидением).
- Раздел «Спорт» телетекста 1-й программы «АРД-Текст» («ARD-Text»), до 2000 года совместного телетекста 1-й и 2-й программ «Видеотекст» (Videotext);
- Телетекст северно-рейн-вестфальской 3-й программ «ВДР-Текст» («WDR-Text»);
- Телетекст телепрограммы «Феникс» «Феникс-Текст» («Phoenix-Text»).
- поставку материалов для прочих рубрик телетекста 1-й программы.

## Радиовещательная деятельность учреждения
Учреждение вело или ведёт:
- с 7 октября 1991 года — вещание по западно-германской 5-й (информационной, общественно-политической и художественной, до 1 апреля 1995 года — информационной) радиопрограмме (радиопрограмме «ВДР 5» («WDR 5»)), звучащей на ультракоротких волнах, а с 7 октября 1991 до 1 апреля 1995 года — также и на средних волнах;
- с 1 января 1984 года — вещание по западно-германской 4-й (информационно-музыкальной, до 1 апреля 1995 года — музыкальной) радиопрограмме (радиопрограмме «ВДР 4» («WDR 4»)), звучащей на ультракоротких волнах;
- с 1962 года — вещание по западно-германской 3-й (информационной и художественной, до 1 апреля 1995 года — информационно-музыкальной) радиопрограмме (радиопрограмме «ВДР 3» («WDR 3»)), звучащей на ультракоротких волнах;
- с 1981 года — вещание по западно-германской 1-й (молодёжной, до 1 апреля 1995 года — информационной, общественно-политической и художественной) радиопрограмме (радиопрограмме «1 Лайв» («1 Live»), до 1 апреля 1995 года — «ВДР 1» («WDR 1»)), звучащей на ультракоротких волнах, а до 7 октября 1995 года — также и на средних волнах;
- в 1956—1981 — вещание по северо-западно-германской 1-й радиопрограмме (совместно с Северо-Германским радио);
- с момента основания учреждения — вещание по западно-германской 2-й (информационной, до 1 апреля 1995 года — информационной и художественной) радиопрограмме (радиопрограмме «ВДР 2» («WDR 2»)), звучащей на ультракоротких, а с 1 апреля 1995 до 6 июля 2015 года — также на средних волнах;
- мюнстерские окружные передачи по западно-германской 2-й радиопрограмме (Lokalzeit Münsterland);
- дортмундские местные передачи по западно-германской 2-й радиопрограмме (Lokalzeit aus Dortmund);
- южно-вестфальские местные передачи по западно-германской 2-й радиопрограмме (Lokalzeit Südwestfalen);
- детмольдские окружные передачи по западно-германской 2-й радиопрограмме (Lokalzeit OWL);
- кёльнские местные передачи по западно-германской 2-й радиопрограмме (Lokalzeit aus Köln);
- боннские местные передачи по западно-германской 2-й радиопрограмме (Lokalzeit aus Bonn);
- аахенские местные передачи по западно-германской 2-й радиопрограмме (Lokalzeit Aachen);
- дюссельдорфские местные передачи по западно-германской 2-й радиопрограмме (Lokalzeit aus Düsseldorf);
- рурские местные передачи по западно-германской 2-й радиопрограмме (Lokalzeit Ruhr);
- бергские местные передачи по западно-германской 2-й радиопрограмме (Lokalzeit Bergisches Land);
- дуйзбургские местные передачи по западно-германской 2-й радиопрограмме (Lokalzeit aus Duisburg);
- С 2011 года — ночные передачи (радиовещание по программе «Юнге нахт дер АРД» (junge Nacht der ARD)) по программам «Даздинг» (юго-западно-германская молодёжная программа), «ЮФМ» (гессенская молодёжная программа), «Унзердинг» (саарландская молодёжная программа), «1 Лайв» (западно-германская молодёжная программа), «Энджой» (северо-германская молодёжная программа), «Фриц» (бранденбургско-берлинская молодёжная программа) и «Шпутник» (центрально-германская молодёжная программа), кроме новостей которые передаются Юго-Западным радио, за исключением программы «1 Лайв» где ночные выпуски новостей передаются самим Западно-Германским радио;
- В 1956—1962 гг. — радиопередачи на заграницу на коротких волнах под позывным «Дойче Велле» (Deutsche Welle) на немецком, а с 1959 года и на арабском языке[13].
- C 1 января 1992 до 31 декабря 1993 года — радиовещание по программе «Дойчландфунк» (силами сотрудников Второго германского телевидения), звучавшей на ультракоротких и длинных волнах.
- с 2004 года — вещание по западно-германской специализированной радиопрограмме «1 Лайв Диджи» («1LIVE diGGi»);
- с 2006 года — вещание по западно-германской детской радиопрограмме «КиРаКа» («KiRaKa»), звучащей на ультракоротких волнах по системе «ДАБ», до 31 декабря 2011 года — на средних волнах по системе «ДРМ»;
- с 3 марта 2006 года — вещание по западно-германской парламентской радиопрограмме «ВДР Ивент» («WDR Event»);
- с 30 января 1997 года — вещание по западно-германской специализированно радиопрограмме «ВДР ВЕРА» («WDR VERA»);
- вещание по берлинско-бранденбургско-бременско-западно-германской радиопрограмме для иммигрантов «КОСМО» («COSMO») (совместно с Радио Берлина и Бранденбурга и Радио Бремена);
- с 30 января 1997 до 29 мая 2009 года — вещание по западно-германской специализированной радиопрограмме «ВДР2 Классик» («WDR 2 Klassik»);
- с 4 октября 2006 года — вещание по западно-германской специализированной радиопрограмме «1 Лайв Кунст» («1 Live Kunst»).

## Деятельность учреждения в Интернете
Учреждение ведёт в Интернете:
- Сайт «wdr.de»;
- Сайт «sportschau.de»;
- Сайт «phoenix.de»;
- Страницу «Спорт» сайта «ard.de»;
- Страницу «WDR» и «WDR Doku» на сайте «youtube.com»;
- Страницу «Шпортшау» на сайте «youtube.com»;
- Страницу «Феникс» на сайте «youtube.com»;
- Страницу «WDR» на сайте «facebook.com»;
- Страницу «Феникс» на сайте «facebook.com»;
- Страницу «Шпортшау» на сайте «facebook.com»;
- Страницу «Шпортшау» на сайте «twitter.com»;
- Страницу «Феникс» на сайте «twitter.com».
- Страницу «Монитор» на сайте «youtube.com»;

Учреждение поставляет материалы для:
- Ведения страницы «Новости» сайта «ард.де»;
- Ведения сайта «тагессшау.де»;
- С 30 сентября 2016 года для ведения сайта «функ.нет»;
- Ведения страницы «Тагесшау» на сайте «youtube.com»;
- Ведения страницы «Тагесшау» на сайте «facebook.com»;
- Ведения страницы «Тагесшау» на сайте «twitter.com».

## Учредители
Учредителем организации является земля Германии Северный Рейн-Вестфалия.

## Руководство
Руководство учреждением осуществляют:
- Совет Западно-Германского радио (WDR-Rundfunkrat), 13 членов которого назначаются ландтагом Северного Рейна-Вестфалии и 47 — общественными организациями;
- правление (Verwaltungsrat), назначавшееся Советом Западно-Германского радио;
- директор (Intendant), назначавшийся Советом Западно-Германского радио.

## Подразделения
- Административная дирекция (Verwaltungsdirektion) (Производственно-административный аппарат)
  - Бухгалтерия (Hauptabteilung Personal)
  - Отдел капитального строительства (Hauptabteilung Gebäudewirtschaft)
  - Производственный отдел (Hauptabteilung Betriebsmanagement)
  - Отдел финансов (Hauptabteilung Finanzen)[14]
- Юридический отдел (Justitiariat)
- Дирекция радиовещания
  - Отдел планирования
  - Главная редакция WDR 5
    - Отдел политики и текущих событий
    - Отдел экономики
    - Отдел развлечений
    - Отдел науки, образования и техники
    - Отдел для детей и молодёжи

  - Главная редакция WDR 4
  - Главная редакция WDR 3
    - Отдел планирования
    - Отдел музыки и радиоискусства
    - Отдел культуры и музыки

  - Главная редакция 1 Live
    - Музыкальная редакция
    - Разговорная редакция

  - Главная редакция WDR 2
    - Отдел новостей
    - Отдел музыки
    - Отдел спорта

  - Главная редакция Funkhaus Europe
  - Главная редакция оркестров и хоров
    - Симфонический оркестр Кёльнского радио (WDR-Sinfonieorchester)
    - Оркестр Западногерманского радио (WDR Funkhausorchester Köln)
    - Хор WDR (WDR Rundfunkchor Köln)
    - Биг Бэнд WDR (WDR Big Band Köln)

  - Отдел Интернета
- Дирекция телевидения
  - Отдел планирования
  - Главная редакция политики и текущих событий
    - Отдел внутренней информации
    - Отдел международной информации
    - Отдел текущих событий
    - Отдел экономики и права
    - Отдел утренней информационной программы
    - Отдел спорта

  - Главная редакция культуры
    - Отдел культуры
    - Отдел документальных фильмов, культуры и истории
    - Отдел религии и образования
    - Отдел науки

  - Главная редакция телефильмов
    - Отдел телефильмов
    - Отдел сериалов

  - Главная редакция развлечений
    - Отдел шоу, кабаре и камеди
    - Отдел программ для детей и семьи

  - Местные студии:
    - (Округ Мюнстер)
      - Мюнстерская студия WDR (Studio Münster) — производит программу Lokalzeit Münsterland

    - (Округ Арнсберг)
      - Дортумндская студия WDR (Studio Dortmund) — производит программу Lokalzeit aus Dortmund
      - Зигенская студия WDR (Studio Siegen) — производит программу Lokalzeit Südwestfalen

    - (Округ Детмольд)
      - Билефельдская студия WDR (Studio Bielefeld) — производит программу Lokalzeit OWL

    - (Округа Кёльн)
      - Аахенская студия WDR (Studio Aachen) — производит программу Lokalzeit Aachen
      - Боннская студия WDR (Studio Bonn) — производит программу Lokalzeit aus Bonn

    - (Округ Дюссельдорф)
      - Дюссельдорфская студия WDR (Studio Düsseldorf) — производит программу Lokalzeit aus Düsseldorf
      - Эссенская студия WDR (Studio Essen) — производит программу Lokalzeit Ruhr
      - Вуппертальская студия WDR (Studio Wuppertal) — производит программу Lokalzeit Bergisches Land
      - Дуйсбургская студия WDR (Studio Duisburg) — производит программу Lokalzeit aus Duisburg

  - Зарубежные студии ARD в:
    - Брюсселе
    - Париже
    - Нью Йорке
    - Вашингтоне
    - Москве (приостановила работу 5 марта 2022 года[15])
    - Найроби[16]
- Производственно-техническое управление (Direktion produktion und technik)
  - Главный отдел планирования и контроля (Hauptabteilung «Planung und Controlling»)
  - Главный отдел актуальной продукции и передачи (Hauptabteilung «Aktuelle Produktion und Sendung») — осуществляет техническую часть выпуска общегосударственных телепередач
  - Главный отдел производства земельных программ (Hauptabteilung «Produktion Landesprogramme») — осуществляет техническую часть выпуска земельных теле- и радиопередач (телеканал WDR Fernsehen, радиоканалы WDR 2, WDR 3, WDR 4, WDR 5, 1 Live)
  - Главный отдел ателье и внешней продукции (Hauptabteilung «Atelier- und Außenproduktion») — осуществляет техническую часть подготовки художественных и музыкальных программ
  - Главный отдел обмена программами и сетей (Hauptabteilung «Programmverbreitung und Netze») — осуществляет распространение радио- и телепрограмм по средством радиоволн
  - Главный отдел IT и медиатехнологий (Hauptabteilung «IT und Medientechnik»)[17]
- На правах подразделений Центрально-Германского радио действуют часть местных бюро организации по сбору абонемента «АРД ЦДФ Дойчландрадио Байтрагссервис» (ARD ZDF Deutschlandradio Beitragsservice) расположенные на территории земли Северный Рейн-Вестфалия.

## Финансирование
Учреждение финансируется Рабочим сообществом государственных телецентров:
- в среднем на 86 %[18] — за счёт абонемента (Rundfunkgebühr), собираемого со всех немецких граждан и иностранцев, постоянно-проживающих на территории Германии, владеющих радиоприёмниками и (или) телевизорами;
- в среднем на 2 %[18] — за счёт продажи рекламного времени в 1-й телепрограмме компанией «АРД Медиа» и рекламного времени в радиопрограммах учреждения компанией «АС энд С Радио»;
- в среднем на 12 %[18] за счёт:
  - продажи компанией «Дегето-Фильм» другим телеорганизациям прав на разовый показ фильмов, телефильмов и телесериалов правами она обладает учреждения (как правило снятых по его заказу), издания их на видеоносителях, выдачи лицензий на производство по их мотивам других художественных произведений (сиквелов, приквелов, римейков, новеллизаций, комиксных адаптаций);
  - продажи другим других радиоорганизациям прав на создание радиоспектаклей и радиосериалов по мотивам радиоспектаклей и радиосериалов поставленных учреждением, издания их на аудионосителях, продажи лицензий на создание по их мотивам других художественных произведений (экранизаций, новеллизаций, театральных адаптаций);
  - издания на аудионосителях концертов его оркестров, хора и биг-бэнда.

## Профсоюзы
Работники Западно-Немецкого вещания образуют Вещательный союз ВДР Объединённого профсоюза работников сферы услуг (ver.di Senderverband WDR). Существует также производственная группа Немецкого союза журналистов на Западно-Немецком вещании (Betriebsgruppe des DJV im WDR) и совет трудового коллектива ВДР (WDR-Personalrat).

## Членство
C 1952 года учреждение является членом международной организации «Европейский союз радиовещания».

## Активы
- программный радиотелецентр в Кёльне (Funkhaus Köln);
- окружные программные радиотелецентры в Дюссельдорфе, Аахене, Дортмунде, Билефельде, Бонне, Эссене, Зигене, Дуйзбург и Вуппертале
- авторские права на телефильмы и часть фильмов и телесериалов, снятых как правило снятых по заказу компании «Дегето-Фильм» переданного в свою очередь от учреждения, включая удалённые из них сцены и черновики их сценариев;
- авторские права на радиоспектакли и радиосериалоы, поставленные учреждением, включая удалённые из них сцены и черновики их сценариев;
- (Округ Кёльн)
  - Передатчик Аахена (Sender Aachen-Stolberg) (c 1993 года, более ранний — с 1951 года) — охватывает вещанием западную часть округа (Аахен и др.)
  - Передатчик Бонна (Sender Bonn-Venusberg) (с 1985 года, был более ранний передатчик) — охватывает вещанием восточную часть округа (Бонн и др.)
  - Передатчик Эйфель-Бербелькройца (Sender Eifel-Bärbelkreuz) (с 1985 года) — охватывает вещанием южную часть округа
- (Округ Мюнстер)
  - Передатчик Бломенкампа (Sender Blomenkamp) — охватывает вещанием восточную часть округа
  - Передатчик Ноттульна (Sender Nottuln) (с 2005 года, более ранний с 1951 года) — охватывает вещанием западную часть округа (Мюнстер и др.)
- (Округ Арнсберг)
  - Передатчик Эдеркопфа (Sender Ederkopf) (с 1981 года) — охватывает вещанием юго-восточную часть округа
  - Передатчик Нордхелле (Sender Nordhelle) (с 1984 года, более ранний — с 1962 года) — охватывает вещанием северо-западную часть округа (Дортмунд и др.)
  - Передатчик Ольсберга (Sender Olsberg) (с 1984 года) — охватывает вещанием северо-восточную часть округа
  - Передатчик Зигена (Sender Siegen-Giersberg) (с 2001 года) — охватывает вещанием юго-западную часть округа (Зиген и др.)
- (Округ Детмольд)
  - Передатчик Тевтобургского леса (Sender Teutoburger Wald) (с 1986 года, более ранний — с 1951 года)
- (Округ Дюссельдорф)
  - Передатчик Клеве (Sender Kleve) (с 1994 года, более ранний — с 1953 года) — охватывал вещанием западную часть округа
  - Передатчик Лангенберга (Sender Langenberg) (с 1949 года) — охватывал вещанием центральную часть округа (Дюссельдорф и др.)
  - Передатчик Вупперталя (Sender Wuppertal-Königshöhe) — охватывал вещание восточную часть округа (Вупперталь и др.)[20][21]
- 100 % капитала общества с ограниченной ответственностью «ВДР Медиагруп» (WDR mediagroup GmbH) — организации осуществляющей продажу рекламного времени между телепередачами и радиопередачами передаваемыми учреждением, заказ производства телефильмов и телесериалов, продажу их другим телеорганизациям, заказ их записи на лазерные диски, лицензирования создания художественных произведений (книг, фильмов) по их мотивам, до 2004 года[22] — общество с ограниченной ответственностью «Вестдойче Вербефернзеен» (Westdeutsche Werbefernsehen GmbH), подведомственными организациями самого «ВДР Медиагруп» являются общества с ограниченной ответственностью «ВДР Медиагруп Диджитал» (WDR Mediagroup Digital), осуществляющее продажу рекламного времени, и «АРД Плюс» (ARD Plus GmbH)[23] осуществляющее платное распространение программ, телефильмов и телесериалов АРД в Интернете, является участником следующих обществ с ограниченной ответственностью:
  - «Бавария Фильм» (Bavaria Film GmbH) (прочие участники — Юго-Западное радио, Центрально-Германское радио, Баварское радио и Общество по управлению активами Свободного государства Бавария) — киностудия
  - «Джерман Броадкастинг Сентр Брюссель» (German Broadcasting Centre Brussels S.P.R.L.)
  - «Дегето Фильм» (Degeto Film GmbH);
  - «АРД Медиа» (ARD Media GmbH).
- часть капитала видеозаписывающей организации «Аутентик Дистрибьюшн» (Autentic Distribution GmbH);
- часть капитала фонда поддержки кинематографа «Фильм- унд Медиенштифтунг НРФ» (Film- und Medienstiftung NRW GmbH) — фонд поддержки кинематографа, прочие участники — Северный Рейн-Вестфалия, Второе германское телевидение и общество с ограниченной ответственностью «РТЛ»;
- часть капитала информационного агентства «Дойче Прессе-Агентур» (Deutsche Presse-Agentur GmbH) (прочие участники — Северо-Германское радио, другие вещательные организации и редакции газет).

## Теле- и радиопередачи
Передачи телепрограммы «Даз Эрсте»
- Репортажи из заграницы и репортажи из Бонна выпусков новостей «Тагессшау» и телегазет «Тагестемен» и «Нахтмагацин»;
- «Шпортшау» («Sportschau») — еженедельный тележурнал о спорте, выпускается с 1961 года;
- «АРД-Моргенмагацин» («ARD-Morgenmagazin») — ежедневный утренний тележурнал, выпускается с 1992 года;
- Репортажи из заграницы и репортажи из Бонна ежедневного тележурнала «АРД-Миттагсмагацин»;
- «Монитор» («Monitor») — общественно-политический тележурнал, выпускается по очереди с общественно-политическими тележурналами Северо-Германского радио («Панорама») и Радио Берлина и Бранденбурга («Контрасте»), выпускается с 1965 года;
- «Вельтшпигель» («Weltspiegel») — международный тележурнал, выпускается по очереди при еженедельном чередовании с Северо-Германским радио, Юго-Западным радио и Баварским радио, выпускается с 1963 года;
- «Плюсминус» («plusminus») — еженедельный тележурнал об экономике, выпускается по очереди с Баварским радио, Гессенским радио, Юго-Западним радио, Саарландским радио, Северо-Германским радио и Центрально-Германским радио, выпускается с 1975 года;
- «Копфбалл» (Kopfball) — еженедельный научно-популярный тележурнал, выпускалась с 1989—2015 гг.;
- «Лайв нах нойн» («Live nach neun») — тележурнал по будням, выпускается с 2018 года;
- «Друкфриш» («Druckfrisch») — тележурнал о литературе, выпускается по очереди с Баварским радио, Северо-Германским радио, Гессенским радио и Центрально-Германским радио, выпускается с 2003 года;
- Nuhr im Ersten — сатирическая программа (выпускается по очереди с rbb)
- Presseclub — политическое ток-шоу
- Die Sendung mit der Maus — детская программа
- hart aber fair — ток-шоу (производство Ansager & Schnipselmann по заказу WDR)
- maischberger. die woche — ток-шоу (производство Vincent Berlin GmbH по заказу WDR)
- Kölner Treff — ток-шоу (производство Encanto GmbH по заказу WDR)
- Frag doch mal die Maus — телеигра (производство Ansager & Schnipselmann GmbH & Co KG по заказу WDR)
- Hirschhausens Quiz des Menschen — телеигра (производство Ansager & Schnipselmann по заказу WDR)
- Wissen macht Ah! — детская программа (производство tvision GmbH по заказу WDR)

Передачи телепрограммы «ВДР Фернзеен»
- Aktuelle Stunde — информационная программа WDR Fernsehen, ведётся журналистами, до 1982 года Hier und Heute, в летний период — «Журналь 3» (Journal 3)
- Lokalzeit Aachen (с 1996 года) — информационная программа WDR Fernsehen
- Lokalzeit Bergisches Land (с 1996 года) — информационная программа WDR Fernsehen
- Lokalzeit aus Bonn (с 2007 года) — информационная программа WDR Fernsehen
- Lokalzeit aus Dortmund — информационная программа WDR Fernsehen
- Lokalzeit aus Düsseldorf (с 1 октября 1984 года) — информационная программа WDR Fernsehen
- Lokalzeit aus Duisburg (с 2007 года) — информационная программа WDR Fernsehen
- Lokalzeit aus Köln (с 1 октября 1984 года) — информационная программа WDR Fernsehen
- Lokalzeit Münsterland (с 1 октября 1984 года) — информационная программа WDR Fernsehen
- Lokalzeit OWL (с 1 октября 1984 года) — информационная программа WDR Fernsehen
- Lokalzeit Ruhr (с 1997 года) — информационная программа WDR Fernsehen
- Lokalzeit Südwestfalen (с 1991 года) — информационная программа WDR Fernsehen
- Tagesschau — информационная программа телеканала Das Erste
- WDR aktuell — короткие новости WDR Fernsehen в 12.45-13.10, 16.00-16.15, 18.00-18.15, 21.45-22.10

Передачи радиопрограммы «ВДР 5»
- Известия на WDR 5 ежечасно
- Morgenecho — утренняя программа WDR 5
- Mittagsecho — дневная программа WDR 5, выпускается по очереди с NDR при еженедельном чередовании (выходит в эфир также на NDR Info), до 1995 года — на WDR 1, до 1981 года на 1. Programm
- Echo des Tages — информационная программа WDR 5, выпускается по очереди с NDR при еженедельном чередовании (выходит в эфир также на NDR Info), до 1995 года — на WDR 1, до 1981 года на 1. Programm
- Berichte von heute — информационная программа WDR 5, выпускается по очереди с WDR при еженедельном чередовании (выходит в эфир также на WDR 2 и NDR Info), до 1995 года — на WDR 1, до 1981 года на 1. Programm

Передачи радиопрограммы «ВДР 3» ежечасно
- Известия несколько раз в день
- WDR 3 Mosaik — утренняя программа WDR 3
- WDR 3 Klassik Forum — дневная программа WDR 3
- WDR 3 Tonart — послеобеденная программа WDR 3
- ARD-Nachtkonzert — ночная программа WDR 3, совместное производство c BR, hr, SWR, SR, RB, NDR, RBB, MDR

Передачи радиопрограммы «ВДР 4» ежечасно
- Известия ежечасно
- WDR 4 Mein Morgen — утренняя программа WDR 4
- WDR 4 Hier und heute — дневная программа WDR 4
- WDR 4 Mein Nachmittag — послеобеденная программа WDR 4
- WDR 4 Musik zum Träumen — вечерняя программа WDR 4
- ARD-Popnacht — ночная программа WDR 4, совместное производство c BR, hr, SWR, SR, RB, NDR, RBB, MDR

Передачи радиопрограммы «ВДР 2»
- Berichte von heute — совместное производство с NDR (выходит в эфир также на NDR Info и NDR 1), до 1995 года — на WDR 1, до 1981 года на 1. Programm
- ARD-Infonacht — ночная программа WDR 2, совместное производство c BR, hr, SWR, SR, RB, NDR, RBB, MDR

## Цифровое вещание WDR

### Цифровое телевидение WDR
Эфирное:
- Региональный мультиплекс ARD в Северном Рейне-Вестфалии включает в себя WDR Fernsehen, MDR Fernsehen, SWR Fernsehen, NDR Fernsehen[24]

Спутниковое:
- Транспондер 12422 Гц (спутник Astra 1M) — WDR Fernsehen и WDR Fernsehen HD
- Транспондер 12266 Гц (спутник Astra 1M) — 1 Live, WDR 2, WDR 3, WDR 4, WDR 5, Cosmo, 1 Live Diggi, KiRaKa, WDR Event и другие немецкие региональные общественные радиостанции, а также телеканалы SR Fernsehen и ARD Alpha[25]
- Транспондер 12604 Гц (спутник Astra 1N) — WDR Fernsehen и WDR Fernsehen HD[26]

### Цифровое радио WDR
- Мультиплекс 11D включает в себя 1 Live, WDR 2, WDR 3, WDR 4, WDR 5, 1LIVE diGGi, KiRaKa, WDR Event, WDR VERA[27]